# Синярка (река)
Синярка — река в России, протекает по Кизнерскому району Удмуртской республики. Правый приток Люги, бассейн Камы.

## География
Длина реки составляет 14 км. Синярка начинается в лесах северо-западнее районного центра Кизнер, течёт в общем направлении на юг. На левом берегу деревни Синяр-Бодья и Синярка. Впадает в Люгу в 22 км выше устья последней.

## Данные водного реестра
По данным государственного водного реестра России относится к Камскому бассейновому округу, водохозяйственный участок реки — Вятка от города Вятские Поляны и до устья, речной подбассейн реки — Вятка. Речной бассейн реки — Кама.
Код водного объекта в государственном водном реестре — 10010300612111100040462.